# Zariquieyon inflatus
Zariquieyon inflatus är en kräftdjursart som beskrevs av Manning och Lipke Bijdeley Holthuis 1989. Zariquieyon inflatus ingår i släktet Zariquieyon och familjen Geryonidae. Inga underarter finns listade i Catalogue of Life.